# Kik Messenger
Kik Messenger, abbreviato Kik, è un'applicazione di messaggistica istantanea per smartphone.
L'applicazione è disponibile, gratuitamente, per la maggior parte dei dispositivi mobili iOS, Android, Windows Phone, BlackBerry e sistemi operativi Symbian. Kik è simile al Messenger di BlackBerry e a iMessage di iPhone.
Kik utilizza la connessione dati dello smartphone, o la connessione Wi-Fi, per trasmettere e ricevere i messaggi, una funzionalità che attrae coloro che cercano di evitare i servizi di messaggistica a pagamento attuati dai fornitori di servizi di telefonia.
Kik offre un servizio di messaggistica veloce e permette anche agli utenti di condividere foto, disegni, emoji, messaggi vocali, e altri contenuti. Inoltre ha un motore di ricerca interno. Kik Messenger richiede agli utenti di registrare un nome utente come forma di identificazione.

## Storia
Fondata nel 2009, la Kik Interactive è il frutto di un gruppo di studenti dell'Università di Waterloo che voleva creare nuove tecnologie utilizzabili su smartphone che, a loro avviso, sarebbero stati il futuro dell'informatica e delle comunicazioni.
Kik Messenger è la prima applicazione sviluppata da Kik Interactive. Una versione beta di Kik è uscita nell'aprile 2010. Kik Messenger è stato poi pubblicato il 19 ottobre 2010.
In soli 15 giorni Kik Messenger raggiunse 1 milione di registrazioni di utenti, e Twitter è stato reputato come catalizzatore della popolarità della nuova applicazione. Buona parte del successo è stata attribuita anche alla diffusione fra gli utilizzatori del socialnetwork Instagram, che all'epoca non era corredato di un efficace messenger interno.
Il 24 novembre 2010 Research In Motion rimosse Kik Messenger dal BlackBerry App World, e ne limitò la funzionalità del software per i suoi utenti.
All'inizio del 2012 Kik ha visto un grande aumento del numero di utenti, con 450 000 download dell'applicazione in un solo giorno. Nel mese di aprile 2012 gli utenti di Kik hanno raggiunto la soglia dei 10 milioni. Kik Messenger è diventato l'app sociale gratuita più scaricata su iTunes negli Stati Uniti a luglio 2012. Nell'aprile 2013, si contava un totale di 50 milioni di utenti unici registrati.
Il 18 Ottobre 2019 MediaLab annuncia ufficialmente l'acquisizione di Kik smentendo così le voci secondo cui Kik sarebbe stata chiusa. Voci nate un mese prima dopo la notizia della drastica riduzione del personale.